# Bacchisa tonkinensis
Bacchisa tonkinensis är en skalbaggsart som beskrevs av Stefan von Breuning 1956. Bacchisa tonkinensis ingår i släktet Bacchisa och familjen långhorningar. Inga underarter finns listade.